# Lennon/McCartney

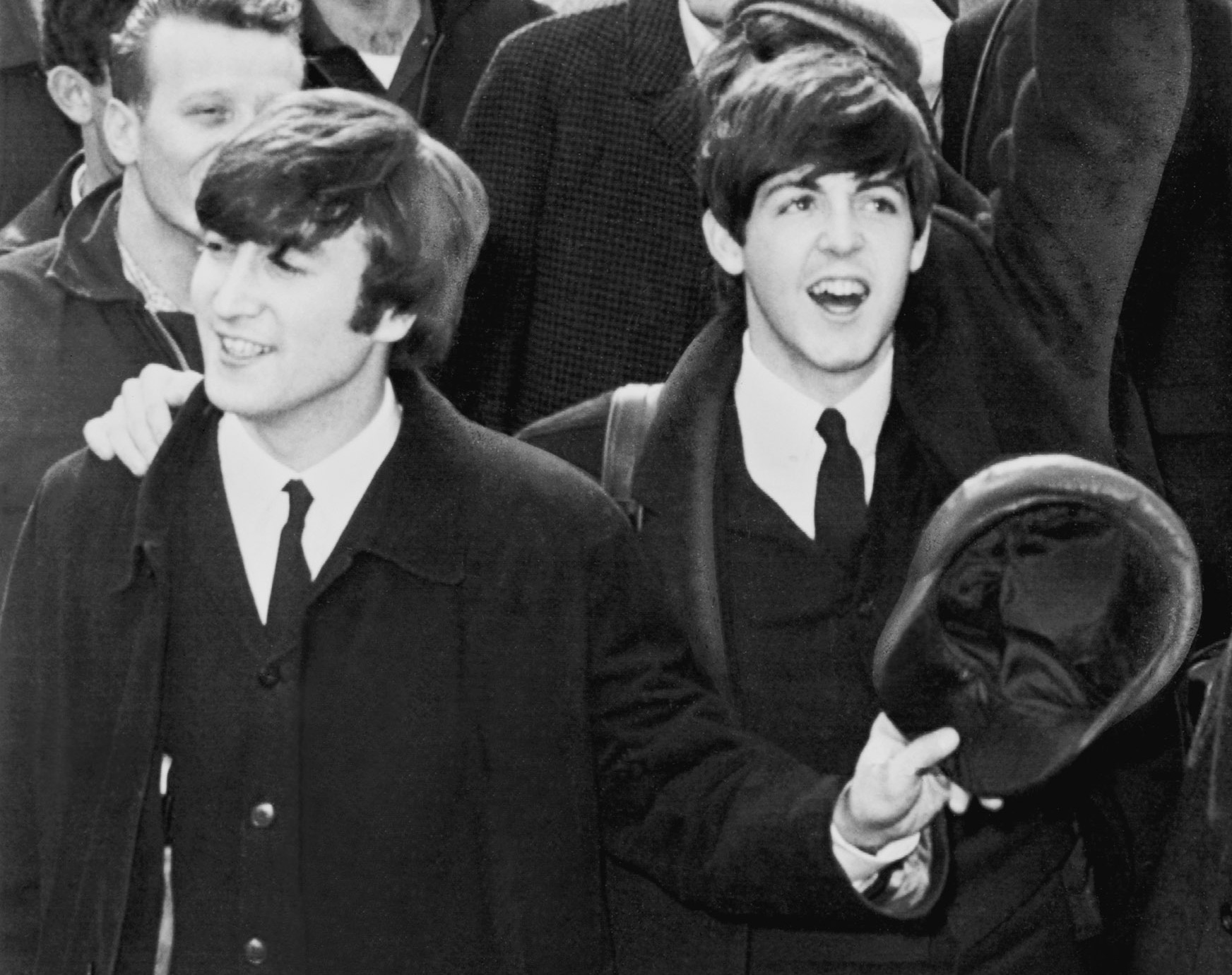
John Lennon i Paul McCartney

Spółka autorsko-kompozytorska John Lennon – Paul McCartney to jeden z najbardziej znanych i owocnych przykładów współpracy w historii muzyki rozrywkowej. W latach 1962–1969 obaj napisali wspólnie ok. 180 piosenek, które w przeważającej większości zostały nagrane przez zespół The Beatles i stanowiły główną pozycję w jego dyskografii. W odróżnieniu od spółek autorsko-kompozytorskich z wyraźnym podziałem na kompozytora i autora tekstu, zarówno Lennon jak i McCartney byli, niezależnie od siebie, autorami tekstów i kompozytorami. Często jednak wspólnie sygnowane piosenki były dziełem tylko jednego z nich.
Kompozycje spółki Lennon/McCartney stały się tematem wielu coverów; według Księgi rekordów Guinnessa piosenka „Yesterday” stała się utworem najczęściej nagrywanym przez innych artystów – od 1965 do 1 stycznia 1986 roku nagrano ją w około 1600 wersjach.

## Spółka autorsko-kompozytorska Lennon/McCartney

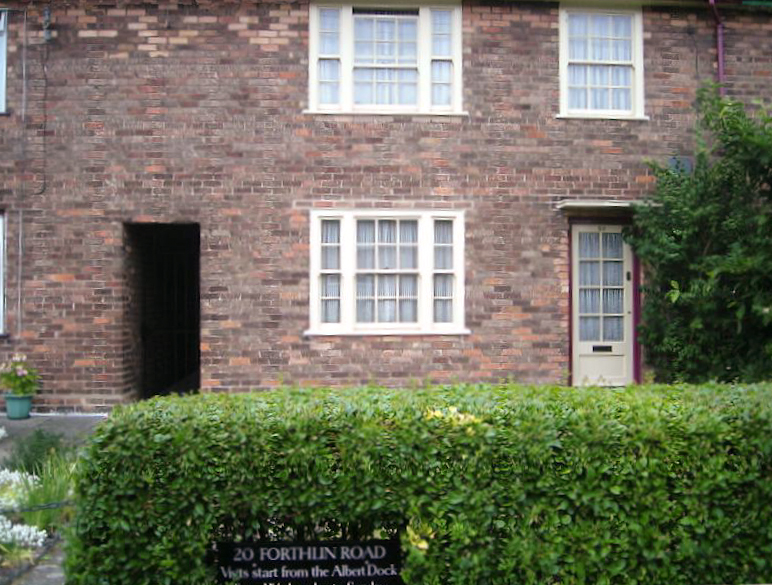
W tym domu przy 20 Forthlin Road w Liverpoolu powstały pierwsze wspólne piosenki Lennona i McCartneya

Pierwszymi idolami muzycznymi dla Lennona i McCartneya byli: Everly Brothers, Elvis Presley i Buddy Holly; obaj wiele nauczyli się na ich piosenkach, naśladowali też ich brzmienie. Pierwsze wspólne kompozycje Lennona i McCartneya powstawały w domu tego ostatniego przy 20 Forthlin Road w Liverpoolu), w domu ciotki Lennona, Mimi Smith przy 251 Menlove Avenue lub w szkole Liverpool Institute High School for Boys. Lennon i McCartney często zapraszali swoich przyjaciół: George’a Harrisona, Nigela Whalleya, Barbarę Baker czy szkolnych kolegów Lennona, którym prezentowali swoje nowe piosenki.
Chociaż Lennon i McCartney często pisali niezależnie od siebie – i wiele piosenek Beatlesów stanowi dzieło jednego lub drugiego z nich – było rzadkością, że piosenki te nie zawierały jakichś dodatków ze strony drugiego z nich. W wielu wypadkach jeden z nich przedstawiał zarys pomysłu czy fragment utworu i zwracał się do drugiego z prośbą o dokończenie lub poprawienie; w niektórych wypadkach dwie niedokończone piosenki lub dwie wersje tej samej piosenki, opracowane indywidualnie przez każdego z nich, były łączone w jeden gotowy utwór. Często też jeden z nich dodawał do piosenki tzw. middle eight, bridge lub wokal wspierający. Lennon nazywał ten sposób komponowania pisaniem „twarzą w twarz” i „graniem jeden drugiemu pod nosem”. Taki sposób pisania utworów – z jednej strony współzawodnictwo, z drugiej  wzajemna inspiracja oraz bezpośrednia i otwarta współpraca i twórcze łączenie muzycznych pomysłów – zbliżał obu muzyków do siebie i jest często wymieniany jako kluczowy element innowacyjności Beatlesów, ich popularności i sukcesu.
Wyrazistym i dobrze znanym przykładem tego typu wspólnego pisania jest finałowy utwór „A Day in the Life” z albumu Sgt. Pepper’s Lonely Hearts Club Band, gdzie McCartney wtrącił własny, niewielki fragment zaczynający się od słów: „Woke up, fell out of bed, dragged a comb across my head...” w środek kompozycji Lennona: „I read the news today, oh boy...”.
„Hey Jude” to kolejny przykład, gdzie tym razem do piosenki McCartneya własną uwagę dodał Lennon; podczas przesłuchiwania utworu, gdy McCartney doszedł do słów „the movement you need is on your shoulder,” powiedział do Lennona, że chciałby zmienić ten wers, uważając, iż wypadł on bezsensownie, Lennon poradził mu pozostawienie go bez zmian, mówiąc, że to jeden z najmocniejszych punktów tej piosenki. Nazwał później „Hey Jude” „jednym z jego [McCartneya] największych arcydzieł”.
W wywiadzie dla magazynu Playboy z 1980 roku Lennon tak określił ich partnerstwo:

On [McCartney] wprowadzał lekkość, optymizm, podczas gdy ja zawsze skłaniałem się ku smutkowi, dysonansom, tonom melancholijnym. Był taki czas, kiedy wydawało mi się, że nie pisałem melodii, że pisał je Paul, a ja właśnie pisałem po prostu wykrzykując: „rock 'n' roll”. Ale, oczywiście, gdy myślę o niektórych moich piosenkach – „In My Life”, czy wcześniejszych kawałkach typu „This Boy” – to ja napisałem przeważającą część muzyki do nich.

Tym niemniej Lennon twierdził, iż głównym zamiarem muzyki The Beatles był kontakt z publicznością i dlatego, żeby to osiągnąć, on i McCartney postawili sobie wspólny cel. W książce Help! 50 Songwriting, Recording and Career Tips Used by The Beatles znalazło się stwierdzenie, iż przynajmniej połowa wszystkich tekstów spółki Lennon/McCartney zawiera słowa „ty” lub „twój” w pierwszej linijce.
Lennon i McCartney napisali większość repertuaru The Beatles. Chociaż dwa pierwsze studyjne, brytyjskie albumy zespołu zawierają jeszcze 12 piosenek innych wykonawców i 15 kompozycji autorstwa Lennona/McCartneya oraz jeden utwór („Don't Bother Me”) George’a Harrisona to już trzeci brytyjski album zespołu, A Hard Day’s Night składa się wyłącznie z kompozycji Lennona i McCartneya. Następny album, Beatles for Sale, zawiera wprawdzie znów piosenki innych wykonawców (sześć) i osiem spółki Lennon/McCartney, ale na kolejnym, Help! znalazły się już tylko dwie obce kompozycje, natomiast począwszy od albumu Rubber Soul wszystkie następne zawierały już wyłącznie kompozycje członków zespołu – przeważnie Lennona i McCartneya, z dwoma lub trzema utworami George’a Harrisona na każdym albumie; dwie piosenki napisał również Ringo Starr: „Don’t Pass Me By” i „Octopus’s Garden”.

## Wspólne sygnowanie utworów
Przed utworzeniem The Beatles McCartney i Lennon jako nastolatkowie napisali kilka piosenek i postanowili, że będą je podpisywać wspólnie, bez względu na indywidualny wkład każdego z nich. Kiedy dokładnie podjęli decyzję o wspólnym sygnowaniu wszystkich swoich utworów, nie wiadomo. W 1980 roku Lennon wspomniał, iż nieformalna umowa pomiędzy nim a McCartneyem została zawarta, kiedy obaj mieli piętnaście albo szesnaście lat (Lennon i McCartney spotkali się w lipcu 1957 roku), co pozwala na datowanie 1955-58.
Najwcześniejsze nagranie autorstwa spółki Lennon/McCartney, wydane oficjalnie, to piosenka „You'll Be Mine”, nagrana w domu w 1960 roku. Znalazła się ona na kompilacyjnym albumie Anthology 1, wydanym w 1995 roku. Poza tym piosenka „One After 909”, pierwotnie skomponowana przez Lennona około roku 1957, została sygnowana przez spółkę Lennon/McCartney, podczas gdy The Beatles nagrali ją w 1969 roku a wydali w 1970 na albumie Let It Be.
Niektóre wspólne kompozycje z wczesnego okresu działalności nie zostały przypisane spółce Lennon/McCartney. I tak autorstwo piosenki „In Spite of All the Danger” z 1958 roku, za której nagranie zespół The Quarrymen zapłacił, została przypisana McCartneyowi i George’owi Harrisonowi. „Cayenne” oraz nagrana w tym samym czasie „You'll Be Mine” to z kolei solowe kompozycje McCartneya, natomiast „Cry for a Shadow”, nagrana podczas sesji The Beatles z Tony Sheridanem w lipcu 1961 roku, została skomponowana wspólnie przez Lennona i Harrisona.
Wspólna umowa autorska pomiędzy Lennonem a McCartneyem doszła do skutku nie później niż w roku 1962. Od czasu pierwszego przesłuchania The Beatles w A&R w styczniu 1962 roku aż do września 1969 roku, kiedy Lennon ogłosił, że opuszcza zespół, wszystkie piosenki napisane przez McCartneya lub Lennona były publikowane z sygnaturą Lennon/McCartney. Jedynym wyjątkiem były niektóre kompozycje McCartneya nagrane przez innych wykonawców: „Woman” – duet Peter and Gordon (1966), „Cat Call” – Chris Barber (1967) i „Penina” – Carlos Mendes (1969).
Znane są jednak trzy przypadki niezgodności pomiędzy obu muzykami co do ich indywidualnego wkładu w powstanie poszczególnych piosenek, które wspólnie sygnowali:
- Choć Lennon utrzymywał, że McCartney pomógł mu w napisaniu piosenki „In My Life” jedynie poprzez wstawienie do niej krótkiej sekcji, tzw. middle eight[24], to McCartney ze swej strony twierdził, że to on napisał całą muzykę, inspirując się piosenkami Smokeya Robinsona[25].
- McCartney twierdził, iż skomponował „Eleanor Rigby” na pianinie u aktorki Jane Asher na Wimpole Street[26], po czym zagrał niedokończony utwór Donovanowi, co ten potwierdził[27]. Lennon natomiast utrzymywał w 1972 roku, że to on napisał 70 procent tekstu do „Eleanor Rigby”[28], czemu kategorycznie zaprzeczył Pete Shotton, jego przyjaciel z lat dziecinnych[29].
- Kiedy Lennon powiedział, iż wkład McCartneya do piosenki „Ticket to Ride” ograniczył się do „sposobu, w jakim Ringo grał na perkusji”[30], McCartney zareplikował, że piosenkę napisali wspólnie, przy czym własny wkład ocenił na 60 procent[31].

## Sposób wspólnego sygnowania utworów

### Lennon/McCartney versus McCartney/Lennon
5 października 1962 roku ukazał się w Wielkiej Brytanii pierwszy singel The Beatles, „Love Me Do”/„P.S. I Love You”; jako autorzy widnieli: Lennon/McCartney. Jednak na następnym singlu, wydanym 11 stycznia 1963 roku, „Please Please Me”/„Ask Me Why”, kolejność ich nazwisk była odwrotna: McCartney/Lennon. Taka forma pojawiła się przy piosenkach Lennona i McCartneya na wydanym 22 marca 1963 roku debiutanckim albumie The Beatles, Please Please Me oraz na singlu „From Me to You”/„Thank You Girl”, wydanym 11 kwietnia 1963 roku.
Na wydanym 23 sierpnia 1963 roku singlu „She Loves You”/„I'll Get You” widnieje znów forma „Lennon/McCartney”. Od tego momentu wszystkie następne single The Beatles, wydawane w Wielkiej Brytanii, sygnowane były w ten właśnie sposób. W USA natomiast, zgodnie z tamtejszym prawem – John Lennon/Paul McCartney.
Kiedy McCartney w 1976 roku wydał swój koncertowy album Wings over America, w pięciu piosenkach The Beatles, które się na nim znalazły, zastosował formę McCartney/Lennon. Ani Lennon ani Yoko Ono nie zaprotestowali oficjalnie przeciwko temu. Kiedy jednak w 2002 roku Paul McCartney na swoim koncertowym albumie Back in the U.S. jako autorów wszystkich zamieszczonych tam piosenek The Beatles podał: Paul McCartney and John Lennon, Yoko Ono wyraziła sprzeciw. Ostatecznie McCartney zrezygnował ze swego pomysłu i powrócił do tradycyjnej formy sygnowania „Lennon/McCartney” wyjaśniając: „Jestem szczęśliwy z tego sposobu [sygnowania], który jest i zawsze był. Lennon i McCartney to ciągle marka w rock and rollu. Jestem dumny, że jestem jej częścią”.

### Autorstwo „Give Peace a Chance”
Kiedy w 1997 roku ukazała się na rynku pośmiertna kompilacja Lennona Lennon Legend: The Very Best of John Lennon, przy piosence „Give Peace a Chance” jako autor widniał tylko Lennon, podczas gdy na pierwszym jej wydaniu w 1969 roku jako autorzy byli wymienieni: Lennon/McCartney. Lennon wcześniej wyjaśniał, że nazwisko McCartneya dopisał, bo czuł się wobec niego zobowiązany, chociaż piosenkę skomponował razem z Yoko Ono.
Mówiło się też, iż dopisanie nazwiska McCartneya było formą wdzięczności za pomoc tego ostatniego przy nagrywaniu innej piosenki Lennona, „The Ballad of John and Yoko”.

## Dodatkowi  autorzy piosenek spółki Lennon/McCartney
W niektórych piosenkach The Beatles napisanych pierwotnie przez spółkę Lennon/McCartney swój udział zaznaczyli też pozostali członkowie zespołu:
- „What Goes On” nosi sygnaturę: Lennon/McCartney/Starkey,
- „Flying” – pierwsza piosenka nosząca sygnaturę wszystkich członków zespołu: Lennon/McCartney/Harrison/Starr[43].

Sygnaturę wszystkich członków The Beatles (Lennon/McCartney/Harrison/Starkey) noszą również:
- „Dig It” oraz
- „Free as a Bird”, napisana pierwotnie przez Lennona.

Niemieckojęzyczne wersje „I Want to Hold Your Hand” i „She Loves You” noszą dodatkowe sygnatury autorów, którzy uczestniczyli w tłumaczeniu tekstów:
- „Komm, Gib Mir Deine Hand”: Lennon/McCartney/Nicholas/Hellmer
- „Sie Liebt Dich”: Lennon/McCartney/Nicholas/Montague[44].

## Piosenki napisane przez spółkę Lennon/McCartney dla innych artystów
Niektóre piosenki autorstwa spółki Lennona/McCartney nie były przeznaczone dla The Beatles, ale dla innych wykonawców, zwłaszcza tych, nad którymi opiekę menedżerską sprawował Brian Epstein. Nagranie tych piosenek pomogło debiutującym artystom w zrobieniu kariery. Wiele z tych nagrań znalazło się na wydanym w 1979 roku kompilacyjnym albumie The Songs Lennon and McCartney Gave Away. Sam zespół The Beatles też nagrał własne wersje niektórych z nich; część z tych nagrań ukazała się dopiero po rozwiązaniu grupy na wydawnictwach kompilacyjnych jak Live at the BBC (1993) i The Beatles Anthology (1995-96).
| Rok  | Wykonawca                       | Piosenka                        | Najwyższa pozycja na liście | Uwagi                                                              |
| ---- | ------------------------------- | ------------------------------- | --------------------------- | ------------------------------------------------------------------ |
| 1963 | The Rolling Stones              | „I Wanna Be Your Man”           | Wlk. Bryt. #12              | Wersja The Beatles ukazała się później na albumie With the Beatles |
| 1963 | Billy J. Kramer and the Dakotas | „I'll Be on My Way”             | (strona B)                  | Wersja The Beatles ukazała się na albumie Live at the BBC          |
| 1963 | Billy J. Kramer and the Dakotas | „Bad to Me”                     | Wlk. Bryt. #1               |                                                                    |
| 1963 | Billy J. Kramer and the Dakotas | „I Call Your Name”              | (Strona B)                  | Wersja The Beatles ukazała się w 1964 na EP-ce Long Tall Sally     |
| 1963 | Billy J. Kramer and the Dakotas | „I'll Keep You Satisfied”       | UK #4                       |                                                                    |
| 1964 | Billy J. Kramer and the Dakotas | „From a Window”                 | Wlk. Bryt. #10              |                                                                    |
| 1963 | Tommy Quickly                   | „Tip of My Tongue”              | –                           |                                                                    |
| 1963 | The Fourmost                    | „Hello Little Girl”             | UK #9                       | Wersja The Beatles ukazała się na albumie Anthology 1              |
| 1963 | The Fourmost                    | „I'm in Love”                   | Wlk. Bryt. #17              |                                                                    |
| 1963 | Cilla Black                     | „Love of the Loved”             | Wlk. Bryt. #35              |                                                                    |
| 1964 | Cilla Black                     | „It's for You”                  | Wlk. Bryt. #7               |                                                                    |
| 1968 | Cilla Black                     | „Step Inside Love”              | Wlk. Bryt. #8               | Wersja The Beatles ukazała się na albumie Anthology 3              |
| 1964 | The Strangers with Mike Shannon | „One and One Is Two”            | –                           |                                                                    |
| 1964 | Peter and Gordon                | „A World Without Love”          | UK #1                       |                                                                    |
| 1964 | Peter and Gordon                | „Nobody I Know”                 | UK #10                      |                                                                    |
| 1964 | Peter and Gordon                | „I Don't Want to See You Again” | –                           |                                                                    |
| 1964 | The Applejacks                  | „Like Dreamers Do”              | Wlk. Bryt. #20              | Wersja The Beatles ukazała się na albumie Anthology 1              |
| 1965 | P.J. Proby                      | „That Means a Lot”              | Wlk. Bryt. #30              | Wersja The Beatles ukazała się na albumie Anthology 2              |
| 1968 | Black Dyke Mills Band           | „Thingumybob”                   | –                           |                                                                    |
| 1969 | Mary Hopkin                     | „Goodbye”                       | Wlk. Bryt. #2               |                                                                    |